# Анне Нурмі
Анне Нурмі (фін. Anne Nurmi; народ. 22 серпня, 1968, Тампере, Фінляндія) — фінська рок-виконавиця, клавішниця готик-рок-гурту, Lacrimosa, у якому грає з 1994 року.

## Життєпис
Народилася, 22 серпня, 1968, року в місті Тампере, Фінляндія, в музичній сім'ї, з юності почала співати в церковному хорі, навчалася, гри на органі, потім починає освоювати, клавішні. Професійно почала займатися музикою в 1987, році, увійшовши в фінський готик-рок-гурт, Two Witches, де грала на клавішах, на альбомі гурту Dead Dogs Howl Анне виступила як вокалістка.

## Lacrimosa
В 1993 році Анне Нурмі знайомиться з вокалістом гурту Lacrimosa, Тіло Вольфом, після цього покидає свій перший гурт, Two Witches, щоб приєднатися до гурту Lacrimosa, де вона стає, другим учасником колективу на початку 1994, року. До приходу в гурт Lacrimosa зустрічалася з вокалістом гурту Two Witches Юркі Вічем. Анне Нурмі займається пошиттям сценічного одягу для гурту Lacrimosa. На початку своєї кар'єри в гурті Lacrimosa Анне не виконувала пісень, а була бек-вокалісткою, потім в 1995 році записала першу сольну пісню в складі гурту No blind eyes can see. В Lacrimosa на початку Анне Нурмі виступала в образі садо-мазо принцеси, одягаючись в шкіряний і латексний одяг, це виглядало відверто, але потім Анне вирішила змінити на більш класичний готичний стиль, в більш спокійному стані. Про свій стиль Анне Нурмі говорить так: «Готика це насамперед внутрішній стан, але і зовнішній вигляд також має значення».

## Вплив
У деяких інтерв'ю Анне Нурмі розповідала, що на неї як на музиканта повпливали такі виконавці, як Девід Сілвіен, з гурту Japan, Bauhaus